# Hugh Anderson (Rennfahrer)

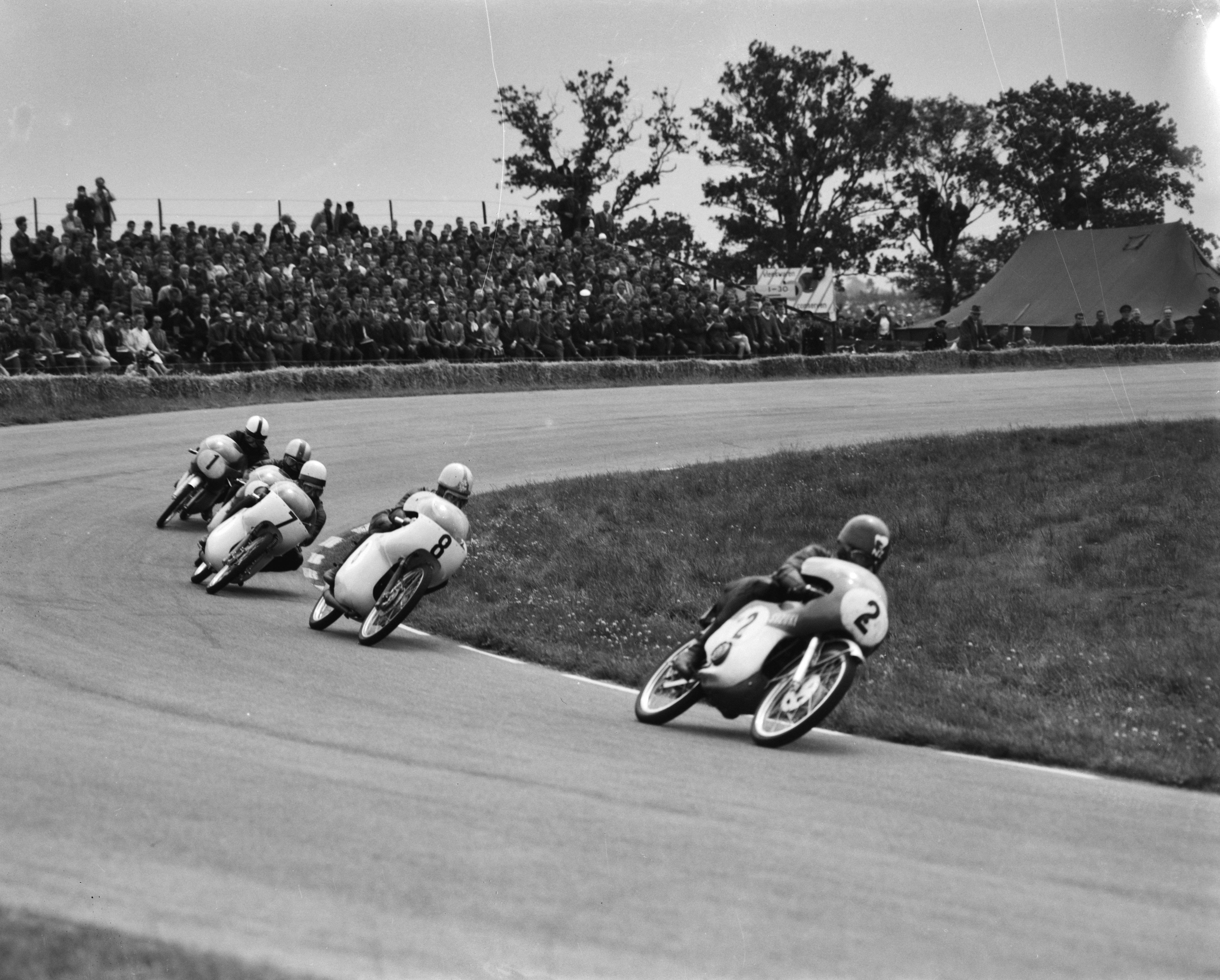
Hugh Anderson (Nr. 2) auf 50-cm³-Suzuki bei der Dutch TT 1963 in Assen

Hugh Anderson (* 18. Januar 1936 in Auckland) ist ein ehemaliger neuseeländischer Motorradrennfahrer.
Anderson konnte in seiner Karriere auf Suzuki insgesamt viermal Motorrad-Weltmeister werden und zweimal die legendäre Tourist Trophy auf der Isle of Man gewinnen.
Im Jahr 1995 wurde er in die New Zealand Sports Hall of Fame aufgenommen.

## Karriere
Hugh Anderson begann seine Karriere in der neuseeländischen Meisterschaft, die er in den Klasse bis 350-cm³ und bis 500 cm³ jahrelang dominierte und insgesamt 19-mal gewinnen konnte.
In der Motorrad-Weltmeisterschaft debütierte Anderson 1960 beim Ulster Grand Prix in der 350-cm³-Klasse auf A.J.S. Bei seinem ersten Rennen konnte er auf Anhieb den dritten Platz belegen. Sein erster Sieg gelang ihm 1962 beim Grand Prix von Argentinien in der 50-cm³-Klasse auf Suzuki.
In der Saison 1963 dominierte Hugh Anderson dann sowohl die 50-cm³- als auch die 125-cm³-Klasse und konnte in beiden die Weltmeisterschaft gewinnen. Im Jahr 1964 konnte er seinen 50er-Titel verteidigen.
In der Saison 1965 gewann der Neuseeländer mit sieben Siegen bei neun bestrittenen Rennen seinen zweiten 125er-WM-Titel. Am Ende der Saison 1966 beendete er dann seine aktive Laufbahn.
Insgesamt bestritt Hugh Anderson in seiner Karriere 68 Motorrad-Grands-Prix, von denen er 25 gewann, und landete 48-mal auf dem Siegerpodest.

## Statistik

### Erfolge
- 1963 – 50-cm³-Weltmeister auf Suzuki
- 1963 – 125-cm³-Weltmeister auf Suzuki
- 1964 – 50-cm³-Weltmeister auf Suzuki
- 1965 – 125-cm³-Weltmeister auf Suzuki
- 25 Grand-Prix-Siege

### Ehrungen
- Aufnahme in die MotoGP Hall of Fame

### Isle-of-Man-TT-Siege
| Jahr | Klasse                    | Maschine | Durchschnittsgeschwindigkeit |
| ---- | ------------------------- | -------- | ---------------------------- |
| 1963 | Lightweight 125 (125 cm³) | Suzuki   | 89,27 mph (143,67 km/h)      |
| 1964 | 50 cc (50 cm³)            | Suzuki   | 80,6497 mph (129,79 km/h)    |

### In der Motorrad-Weltmeisterschaft
| Saison | Klasse  | Ergebnis    | Maschine | Siege |
| ------ | ------- | ----------- | -------- | ----- |
| 1960   | 350 cm³ | 7.          | A.J.S.   | 0     |
| 1961   | 350 cm³ | 19.         | Norton   | 0     |
| 1962   | 50 cm³  | 7.          | Suzuki   | 1     |
| 1962   | 125 cm³ | 7.          | Suzuki   | 1     |
| 1962   | 350 cm³ | 14.         | A.J.S.   | 0     |
| 1963   | 50 cm³  | Weltmeister | Suzuki   | 2     |
| 1963   | 125 cm³ | Weltmeister | Suzuki   | 6     |
| 1964   | 50 cm³  | Weltmeister | Suzuki   | 4     |
| 1964   | 125 cm³ | 3.          | Suzuki   | 3     |
| 1965   | 50 cm³  | 3.          | Suzuki   | 1     |
| 1965   | 125 cm³ | Weltmeister | Suzuki   | 7     |
| 1966   | 50 cm³  | 4.          | Suzuki   | 0     |